# Ronde van Frankrijk 2019

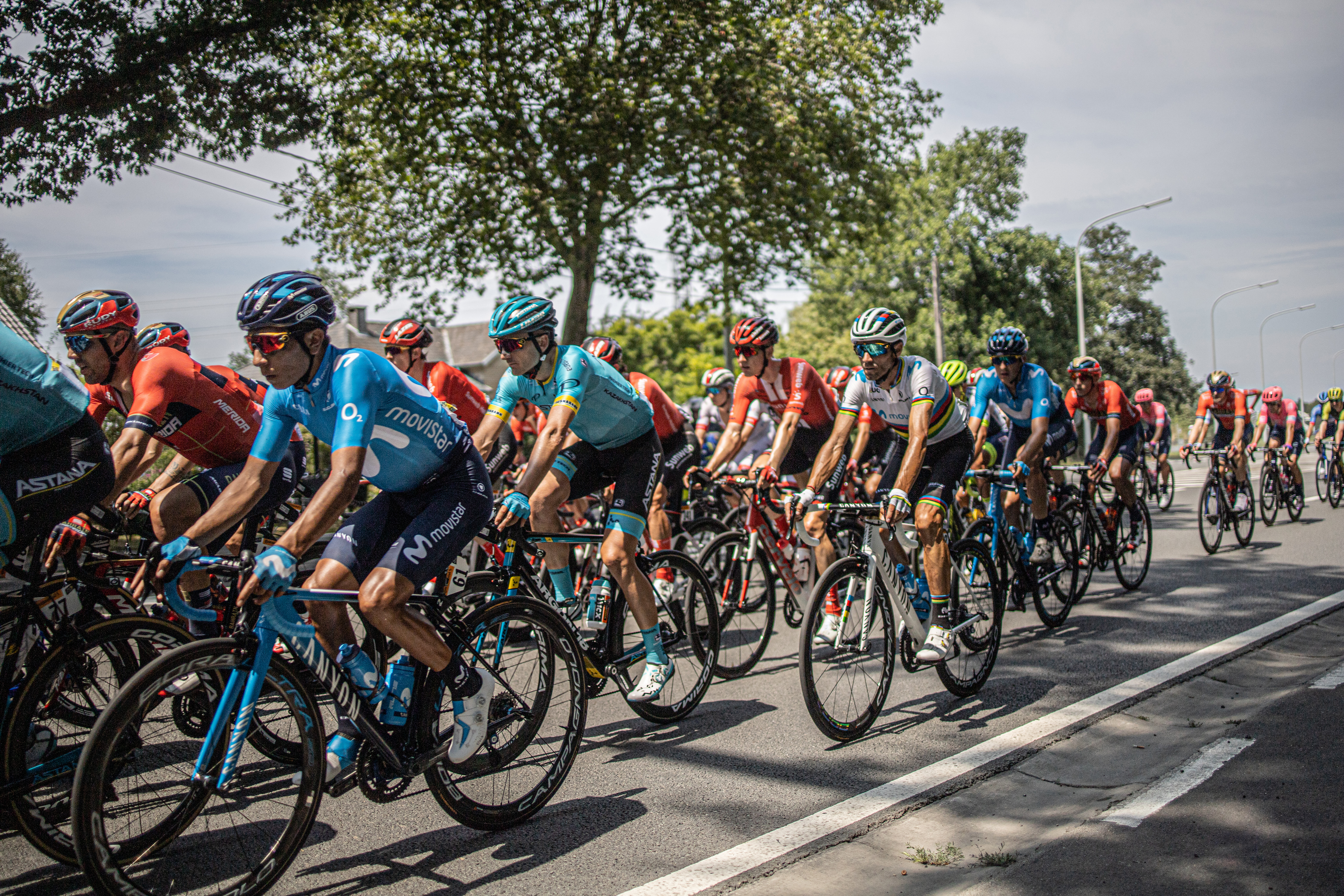
Het peloton tijdens de eerste etappe

De 106de editie van de Ronde van Frankrijk was een meerdaagse wielerwedstrijd en werd van 6 tot en met 28 juli 2019 verreden. De drie weken durende Grote Ronde ging van start in Brussel en eindigde traditiegetrouw op de Champs-Élysées in Parijs.

## Deelnemers
| 18 UCI World Tour-ploegen | 18 UCI World Tour-ploegen | 18 UCI World Tour-ploegen | 4 wildcards          |
| ------------------------- | ------------------------- | ------------------------- | -------------------- |
| AG2R La Mondiale          | EF Education First        | Team INEOS                | Arkéa Samsic         |
| Astana Pro Team           | Groupama-FDJ              | Team Jumbo-Visma          | Cofidis              |
| Bahrain-Merida            | Lotto Soudal              | Team Katjoesja Alpecin    | Total Direct Énergie |
| BORA-hansgrohe            | Movistar Team             | Team Sunweb               | Wanty-Gobert         |
| CCC Team                  | Mitchelton-Scott          | Trek-Segafredo            |                      |
| Deceuninck–Quick-Step     | Team Dimension Data       | UAE Team Emirates         |                      |
|                           |                           |                           |                      |
|                           |                           |                           |                      |

## Etappe-overzicht
Ter ere van de 50e verjaardag van de eerste winst van de Ronde van Frankrijk door Eddy Merckx in 1969 startten de eerste twee etappes in Brussel.
Op 26 juli 2019 werd de negentiende etappe stilgelegd vanwege de weersomstandigheden, die een voortzetting van de wedstrijd onmogelijk maakten. Door modderlawines was het parcours onberijdbaar geworden. Er werd besloten om geen etappewinnaar aan te duiden, noch de prijs voor de strijdlust uit te reiken. Voor het klassement waren de doorkomsttijden op de Col de l'Iseran bepalend. De etappe van 27 juli 2019 werd vooraf ingekort, opnieuw vanwege de weersomstandigheden.
| Datum   | Etappe           | Start – finish                                   | Afstand (km)     | Type                | Winnaar                                                                                             | Ploeg                                                                                               | Klassementsleider  |
| ------- | ---------------- | ------------------------------------------------ | ---------------- | ------------------- | --------------------------------------------------------------------------------------------------- | --------------------------------------------------------------------------------------------------- | ------------------ |
| 6 juli  | 1                | Brussel – Brussel                                | 194.5            | Vlakke rit          | Mike Teunissen                                                                                      | Team Jumbo-Visma                                                                                    | Mike Teunissen     |
| 7 juli  | 2                | Brussel – Brussel                                | 27.6             | Ploegentijdrit      | Team Jumbo-Visma (Kruijswijk, Bennett, De Plus, Groenewegen, Jansen, Martin, Teunissen en Van Aert) | Team Jumbo-Visma (Kruijswijk, Bennett, De Plus, Groenewegen, Jansen, Martin, Teunissen en Van Aert) | Mike Teunissen     |
| 8 juli  | 3                | Binche – Épernay                                 | 215              | Heuvelrit           | Julian Alaphilippe                                                                                  | Deceuninck–Quick-Step                                                                               | Julian Alaphilippe |
| 9 juli  | 4                | Reims – Nancy                                    | 213.5            | Vlakke rit          | Elia Viviani                                                                                        | Deceuninck–Quick-Step                                                                               | Julian Alaphilippe |
| 10 juli | 5                | Saint-Dié-des-Vosges – Colmar                    | 175.5            | Heuvelrit           | Peter Sagan                                                                                         | BORA-hansgrohe                                                                                      | Julian Alaphilippe |
| 11 juli | 6                | Mulhouse – Planche des Belles Filles             | 160.5            | Bergrit             | Dylan Teuns                                                                                         | Bahrain-Merida                                                                                      | Giulio Ciccone     |
| 12 juli | 7                | Belfort – Chalon-sur-Saône                       | 230              | Vlakke rit          | Dylan Groenewegen                                                                                   | Team Jumbo-Visma                                                                                    | Giulio Ciccone     |
| 13 juli | 8                | Mâcon – Saint-Étienne                            | 200              | Heuvelrit           | Thomas De Gendt                                                                                     | Lotto Soudal                                                                                        | Julian Alaphilippe |
| 14 juli | 9                | Saint-Étienne – Brioude                          | 170.5            | Heuvelrit           | Daryl Impey                                                                                         | Mitchelton-Scott                                                                                    | Julian Alaphilippe |
| 15 juli | 10               | Saint-Flour – Albi                               | 217.5            | Heuvelrit           | Wout van Aert                                                                                       | Team Jumbo-Visma                                                                                    | Julian Alaphilippe |
| 16 juli | Rustdag in Albi  | Rustdag in Albi                                  | Rustdag in Albi  | Rustdag in Albi     | Rustdag in Albi                                                                                     | Rustdag in Albi                                                                                     | Rustdag in Albi    |
| 17 juli | 11               | Albi – Toulouse                                  | 167              | Vlakke rit          | Caleb Ewan                                                                                          | Lotto Soudal                                                                                        | Julian Alaphilippe |
| 18 juli | 12               | Toulouse – Bagnères-de-Bigorre                   | 209.5            | Bergrit             | Simon Yates                                                                                         | Mitchelton-Scott                                                                                    | Julian Alaphilippe |
| 19 juli | 13               | Pau – Pau                                        | 27.2             | Individuele tijdrit | Julian Alaphilippe                                                                                  | Deceuninck–Quick-Step                                                                               | Julian Alaphilippe |
| 20 juli | 14               | Tarbes – Col du Tourmalet                        | 117.5            | Bergrit             | Thibaut Pinot                                                                                       | Groupama-FDJ                                                                                        | Julian Alaphilippe |
| 21 juli | 15               | Limoux – Foix                                    | 185              | Bergrit             | Simon Yates                                                                                         | Mitchelton-Scott                                                                                    | Julian Alaphilippe |
| 22 juli | Rustdag in Nîmes | Rustdag in Nîmes                                 | Rustdag in Nîmes | Rustdag in Nîmes    | Rustdag in Nîmes                                                                                    | Rustdag in Nîmes                                                                                    | Rustdag in Nîmes   |
| 23 juli | 16               | Nîmes – Nîmes                                    | 177              | Vlakke rit          | Caleb Ewan                                                                                          | Lotto Soudal                                                                                        | Julian Alaphilippe |
| 24 juli | 17               | Pont du Gard – Gap                               | 200              | Heuvelrit           | Matteo Trentin                                                                                      | Mitchelton-Scott                                                                                    | Julian Alaphilippe |
| 25 juli | 18               | Embrun – Valloire                                | 208              | Bergrit             | Nairo Quintana                                                                                      | Movistar Team                                                                                       | Julian Alaphilippe |
| 26 juli | 19               | Saint-Jean-de-Maurienne – Tignes Col de l'Iseran | 126.5 89         | Bergrit             | geen winnaar                                                                                        | geen winnaar                                                                                        | Egan Bernal        |
| 27 juli | 20               | Albertville – Val Thorens                        | 130 59           | Bergrit             | Vincenzo Nibali                                                                                     | Bahrain-Merida                                                                                      | Egan Bernal        |
| 28 juli | 21               | Rambouillet – Parijs (Champs Élysées)            | 128              | Vlakke rit          | Caleb Ewan                                                                                          | Lotto Soudal                                                                                        | Egan Bernal        |

## Klassementsleiders na elke etappe
| Etappe 0       | Algemeen klassement | Puntenklassement | Bergklassement    | Jongerenklassement | Ploegenklassement | Strijdlust         |
| -------------- | ------------------- | ---------------- | ----------------- | ------------------ | ----------------- | ------------------ |
| 1              | Mike Teunissen      | Mike Teunissen 1 | Greg Van Avermaet | Caleb Ewan         | Team Jumbo-Visma  | Stéphane Rossetto  |
| 2              | Mike Teunissen      | Mike Teunissen 1 | Greg Van Avermaet | Wout van Aert      | Team Jumbo-Visma  | niet uitgereikt    |
| 3              | Julian Alaphilippe  | Peter Sagan      | Tim Wellens       | Wout van Aert      | Team Jumbo-Visma  | Tim Wellens        |
| 4              | Julian Alaphilippe  | Peter Sagan      | Tim Wellens       | Wout van Aert      | Team Jumbo-Visma  | Michael Schär      |
| 5              | Julian Alaphilippe  | Peter Sagan      | Tim Wellens       | Wout van Aert      | Team Jumbo-Visma  | Toms Skujiņš       |
| 6              | Giulio Ciccone      | Peter Sagan      | Tim Wellens       | Giulio Ciccone 2   | Trek-Segafredo    | Tim Wellens        |
| 7              | Giulio Ciccone      | Peter Sagan      | Tim Wellens       | Giulio Ciccone 2   | Trek-Segafredo    | Yoann Offredo      |
| 8              | Julian Alaphilippe  | Peter Sagan      | Tim Wellens       | Giulio Ciccone 2   | Trek-Segafredo    | Thomas De Gendt    |
| 9              | Julian Alaphilippe  | Peter Sagan      | Tim Wellens       | Giulio Ciccone 2   | Trek-Segafredo    | Tiesj Benoot       |
| 10             | Julian Alaphilippe  | Peter Sagan      | Tim Wellens       | Egan Bernal        | Movistar Team     | Natnael Berhane    |
| 11             | Julian Alaphilippe  | Peter Sagan      | Tim Wellens       | Egan Bernal        | Movistar Team     | Aimé De Gendt      |
| 12             | Julian Alaphilippe  | Peter Sagan      | Tim Wellens       | Egan Bernal        | Trek-Segafredo    | Matteo Trentin     |
| 13             | Julian Alaphilippe  | Peter Sagan      | Tim Wellens       | Enric Mas          | Trek-Segafredo    | niet uitgereikt    |
| 14             | Julian Alaphilippe  | Peter Sagan      | Tim Wellens       | Egan Bernal 3      | Movistar Team     | Élie Gesbert       |
| 15             | Julian Alaphilippe  | Peter Sagan      | Tim Wellens       | Egan Bernal 3      | Movistar Team     | Mikel Landa        |
| 16             | Julian Alaphilippe  | Peter Sagan      | Tim Wellens       | Egan Bernal 3      | Movistar Team     | Alexis Gougeard    |
| 17             | Julian Alaphilippe  | Peter Sagan      | Tim Wellens       | Egan Bernal 3      | Trek-Segafredo    | Matteo Trentin     |
| 18             | Julian Alaphilippe  | Peter Sagan      | Romain Bardet     | Egan Bernal 3      | Movistar Team     | Greg Van Avermaet  |
| 19             | Egan Bernal         | Peter Sagan      | Romain Bardet     | Egan Bernal 3      | Movistar Team     | niet uitgereikt    |
| 20             | Egan Bernal         | Peter Sagan      | Romain Bardet     | Egan Bernal 3      | Movistar Team     | Vincenzo Nibali    |
| 21             | Egan Bernal         | Peter Sagan      | Romain Bardet     | Egan Bernal 3      | Movistar Team     | niet uitgereikt    |
| Eindklassement | Egan Bernal         | Peter Sagan      | Romain Bardet     | Egan Bernal        | Movistar Team     | Julian Alaphilippe |

- 1 De groene trui werd in de tweede en derde etappe gedragen door Peter Sagan, die in het puntenklassement tweede stond achter leider Mike Teunissen.
- 2 De witte trui werd in de zevende en achtste etappe gedragen door Egan Bernal, die in het jongerenklassement tweede stond achter leider Giulio Ciccone.
- 3 De witte trui werd in de twintigste en eenentwintigste etappe gedragen door David Gaudu, die in het jongerenklassement tweede stond achter leider Egan Bernal.

## België en Nederland
De Belgen (21 renners, 3 teams), en in mindere mate de Nederlanders (11 renners, 1 team), waren deze Tour zeer talrijk aanwezig. Van de eerste tien ritten werden er zes door renners uit de Lage Landen gewonnen. Voor Nederland waren dit Teunissen in etappe 1 en Groenewegen in etappe 7. Voor België waren dit Teuns in etappe 6, T. De Gendt in etappe 8 en van Aert in etappe 10. Daarnaast won ook Jumbo-Visma, voornamelijk bestaande uit Nederlanders en Belgen, de ploegentijdrit. Beide landen wisten ook een groot aantal truien bij elkaar te sprokkelen: zo was Teunissen in het bezit van de gele en groene trui tijdens etappes 2 en 3, Belg Van Avermaet droeg de bolletjestrui in etappes 2 en 3, die werd overgenomen door landgenoot Wellens die deze van etappe 4 tot en met etappe 18 droeg. Vanaf etappe 3 tot en met etappe 6 droeg van Aert de witte trui. Jumbo-Visma stond eerste in het ploegenklassement van etappe 2 tot en met etappe 6. Wellens droeg het rode rugnummer tijdens etappes 4 en 7, T. De Gendt in etappe 9, Benoot in etappe 10, A. De Gendt in etappe 12 en Van Avermaet in etappe 19.
België is tevens het enige land dat na elke rit minstens één renner op het podium had. Na etappe 19 gebeurde dit niet, omdat de rit niet volledig werd uitgereden en er geen podium werd vastgesteld, wat ook na afloop van de vooraf ingekorte etappe 20 niet gebeurde.
De Belg Wellens werd derde in het bergklassement en stond daarvoor op het podium.
Op het eindpodium voor het algemeen klassement stond de Nederlander Kruijswijk op de derde plaats.

## Eindklassementen

### Algemeen klassement
| Plaats    | Naam               | Ploeg                 | Tijd      |
| --------- | ------------------ | --------------------- | --------- |
| Gele trui | Egan Bernal        | Team INEOS            | 82u57'00" |
| 2         | Geraint Thomas     | Team INEOS            | + 1'11"   |
| 3         | Steven Kruijswijk  | Team Jumbo-Visma      | + 1'31"   |
| 4         | Emanuel Buchmann   | BORA-hansgrohe        | + 1'56"   |
| 5         | Julian Alaphilippe | Deceuninck–Quick-Step | + 4'05"   |
| 6         | Mikel Landa        | Movistar Team         | + 4'23"   |
| 7         | Rigoberto Urán     | EF Education First    | + 5'15"   |
| 8         | Nairo Quintana     | Movistar Team         | + 5'30"   |
| 9         | Alejandro Valverde | Movistar Team         | + 6'12"   |
| 10        | Warren Barguil     | Arkéa Samsic          | + 7'32"   |
|           |                    |                       |           |
| 21        | Xandro Meurisse    | Wanty-Gobert          | + 56'47"  |

### Nevenklassementen
| Puntenklassement |                   |                       |        |
| Plaats           | Naam              | Ploeg                 | Punten |
| Groene trui      | Peter Sagan       | BORA-hansgrohe        | 316    |
| 2                | Caleb Ewan        | Lotto Soudal          | 248    |
| 3                | Elia Viviani      | Deceuninck–Quick-Step | 224    |
|                  |                   |                       |        |
| 7                | Jasper Stuyven    | Trek-Segafredo        | 167    |
| 9                | Dylan Groenewegen | Team Jumbo-Visma      | 146    |

| Bergklassement |                   |                  |        |
| Plaats         | Naam              | Ploeg            | Punten |
| Bolletjestrui  | Romain Bardet     | AG2R La Mondiale | 86     |
| 2              | Egan Bernal       | Team INEOS       | 78     |
| 3              | Tim Wellens       | Lotto Soudal     | 75     |
|                |                   |                  |        |
| 9              | Steven Kruijswijk | Team Jumbo-Visma | 44     |

| Jongerenklassement |                 |                       |            |
| Plaats             | Naam            | Ploeg                 | Tijd       |
| Witte trui         | Egan Bernal     | Team INEOS            | 82u57'00"  |
| 2                  | David Gaudu     | Groupama-FDJ          | + 23'58"   |
| 3                  | Enric Mas       | Deceuninck–Quick-Step | + 58'20"   |
|                    |                 |                       |            |
| 4                  | Laurens De Plus | Team Jumbo-Visma      | + 1u02'44" |

| Ploegenklassement |                       |            |
| Plaats            | Ploeg                 | Tijd       |
|                   | Movistar Team         | 248u58'15" |
| 2                 | Trek-Segafredo        | + 47'54"   |
| 3                 | Team INEOS            | + 57'52"   |
|                   |                       |            |
| 7                 | Team Jumbo-Visma      | + 1u52'55" |
| 12                | Deceuninck–Quick-Step | + 3u15'42" |

1e etappe ·
2e etappe ·
3e etappe ·
4e etappe ·
5e etappe ·
6e etappe ·
7e etappe ·
8e etappe ·
9e etappe ·
10e etappe ·
11e etappe ·
12e etappe ·
13e etappe ·
14e etappe ·
15e etappe ·
16e etappe ·
17e etappe ·
18e etappe ·
19e etappe ·
20e etappe ·
21e etappe
Startlijst · Eindstanden · Afbeeldingen
 winnaars gele trui · 
 puntenklassement · 
 bergklassement · 
 jongerenklassement · 
 tussensprintklassement · 
 combinatieklassement · 
 ploegenklassement · 
 strijdlust · 
rode lantaarn
records · meeste deelnames · ranglijst etappewinnaars · bekende beklimmingen · valpartijen · dopinggevallen · Grand Départ · Souvenir Henri Desgrange
1903 · 
1904 · 
1905 · 
1906 · 
1907 · 
1908 · 
1909 · 
1910 · 
1911 · 
1912 · 
1913 · 
1914 ·
1915 ·
1916 ·
1917 ·
1918 · 
1919 · 
1920 · 
1921 · 
1922 · 
1923 · 
1924 · 
1925 · 
1926 · 
1927 · 
1928 · 
1929 · 
1930 · 
1931 · 
1932 · 
1933 · 
1934 · 
1935 · 
1936 · 
1937 · 
1938 · 
1939 · 
1940 ·
1941 ·
1942 ·
1943 ·
1944 ·
1945 ·
1946 ·
1947 · 
1948 · 
1949 · 
1950 · 
1951 · 
1952 · 
1953 · 
1954 · 
1955 · 
1956 · 
1957 · 
1958 · 
1959 · 
1960 · 
1961 · 
1962 · 
1963 · 
1964 · 
1965 · 
1966 · 
1967 · 
1968 · 
1969 · 
1970 · 
1971 · 
1972 · 
1973 · 
1974 · 
1975 · 
1976 · 
1977 · 
1978 · 
1979 · 
1980 · 
1981 · 
1982 · 
1983 · 
1984 · 
1985 · 
1986 · 
1987 · 
1988 · 
1989 · 
1990 · 
1991 · 
1992 · 
1993 · 
1994 · 
1995 · 
1996 · 
1997 · 
1998 · 
1999 · 
2000 · 
2001 · 
2002 · 
2003 · 
2004 · 
2005 · 
2006 · 
2007 · 
2008 · 
2009 · 
2010 · 
2011 · 
2012 · 
2013 · 
2014 · 
2015 · 
2016 · 
2017 · 
2018 · 
2019 ·
2020 · 
2021 · 
2022 · 
2023 · 
2024 · 
2025
Tour Down Under ·
Great Ocean Road Race ·
Ronde van de Verenigde Arabische Emiraten ·
Omloop Het Nieuwsblad ·
Strade Bianche ·
Parijs-Nice · 
Tirreno-Adriatico · 
Milaan-San Remo ·
Ronde van Catalonië ·
Driedaagse Brugge-De Panne ·
E3 BinckBank Classic ·
Gent-Wevelgem ·
Dwars door Vlaanderen ·
Ronde van Vlaanderen ·
Ronde van het Baskenland ·
Parijs-Roubaix ·
Amstel Gold Race ·
Ronde van Turkije ·
Waalse Pijl ·
Luik-Bastenaken-Luik ·
Ronde van Romandië ·
Eschborn-Frankfurt ·
Ronde van Italië ·
Ronde van Californië ·
Critérium du Dauphiné ·
Ronde van Zwitserland ·
Ronde van Frankrijk ·
Clásica San Sebastián ·
Ronde van Polen ·
RideLondon Classic ·
BinckBank Tour ·
Ronde van Spanje ·
EuroEyes Cyclassics ·
Bretagne Classic ·
GP van Quebec ·
GP van Montreal ·
Ronde van Lombardije ·
Ronde van Guangxi